# Даніель Бернгардт
Даніель Бернгардт (нім. Daniel Bernhardt; 31 серпня 1965) — швейцарський актор та майстер бойових мистецтв.

## Біографія
Даніель Бернгардт народився 31 серпня 1965 року в Берні, Швейцарія. Після закінчення середньої школи чотири роки вивчав в Берні архітектурний дизайн і здобув науковий ступінь. Водночас відкрив школу бойових мистецтв зі своїм братом. Після закінчення навчання Деніел переїхав до Парижа і почав кар'єру моделі. Він працював для таких модельєрів, як Montana, Mugler, Boss, Ferre, Bogner, Cerruti, Versace, Jaene Barnes (його фотографії були опубліковані в журналах Vogue, Elle, GQ, Max, Interview, Cosmopolitan) і зарекомендував себе як топмодель міжнародного рівня. Пізніше переїхав до США і почав зніматися в кіно. Знімався у таких фільмах, як «Кривавий спорт 2» (1996), «Один проти якудзи» (1997), «Матриця: Перезавантаження» (2003).Має 5 чорних поясів із таких бойових мистецтв як сетокан, годзю рю, вин чунь, тхеквондо, хапкідо...

## Особисте життя
Одружений з акторкою Лізою Стотгард. 15 травня 2003 року вона народила дочку Беллу.

## Фільмографія
| Рік       |    | Українська назва             | Оригінальна назва               | Роль                  |
| --------- | -- | ---------------------------- | ------------------------------- | --------------------- |
| 1996      | ф  | Кривавий спорт 2             | Bloodsport 2                    | Алекс Кардо           |
| 1996      | в  | Кривавий спорт 3             | Bloodsport III                  | Алекс Кардо           |
| 1997      | в  | Війна майбутнього            | Future War                      | Втікач                |
| 1997      | в  | Один проти якудза            | True Vengeance                  | Аллен Гріффін         |
| 1997      | в  | Ідеальна ціль                | Perfect Target                  | Девід Бенсон          |
| 1998—1999 | с  | Смертельна битва: Завоювання | Mortal Kombat: Conquest         | Сіро                  |
| 1999      | ф  | Кривавий спорт 4             | Bloodsport: The Dark Kumite     | Келлер                |
| 1999      | ф  | Гладіатор 2000               | G2                              | Стівен Конлін         |
| 2000      | ф  | Чорноморський рейд           | Black Sea Raid                  | Рік                   |
| 2002      | ф  | Глобальна загроза            | Global Effect                   | Маркус Пойнт          |
| 2003      | ф  | Матриця: Перезавантаження    | The Matrix Reloaded             | агент Джонсон         |
| 2003      | ф  | Бойова бригада               | The Librarians                  | Тошко                 |
| 2003      | вг | Enter the Matrix             | Enter the Matrix                | агент Джонсон         |
| 2005      | в  | Ураган                       | Nature Unleashed: Tornado       | Джош                  |
| 2005      | ф  | Следж: Нерозказана історія   | Sledge: The Untold Story        | Джейсон Еверстронг    |
| 2005      | ф  | Тіні минулого                | The Cutter                      | Дірк                  |
| 2006      | с  | Бажання                      | Desire                          | Вінсент               |
| 2007      | кф |                              | Fetch                           | боєць                 |
| 2007      | ф  | Діти з воску                 | Children of Wax                 | Мурат                 |
| 2008      | с  |                              | Tag und Nacht                   | Брюс Ролсон           |
| 2010      | ф  | Супер чемпіон                | Supreme Champion                | Люсьєн Галлоус        |
| 2011      | ф  | Істота                       | Creature                        | Грімлі Боутін         |
| 2011      | с  | Переслідування               | Chase                           | Генк Вільямс          |
| 2012      | мф | Ніч у супермаркеті           | Foodfight!                      | голос                 |
| 2012      | кф | Мертві серця                 | Dead Hearts                     | James                 |
| 2012      | с  | Чорний ящик-ТБ               | BlackBoxTV                      | Переллі               |
| 2012      | ф  | Літній будинок Санта-Клауса  | Santa's Summer House            | Браян                 |
| 2013      | ф  | Паркер                       | Parker                          | Кролл                 |
| 2013      | ф  | Голодні ігри: У вогні        | The Hunger Games: Catching Fire | чоловік, район 9      |
| 2013      | кф |                              | Zombeo & Juliecula              | Володимир             |
| 2014      | ф  |                              | Knock 'em Dead                  | Віктор                |
| 2014      | ф  | Джон Вік                     | John Wick                       | Кирил                 |
| 2015      | ф  | Записки Ватикану             | The Vatican Tapes               | працівник психлікарні |
| 2015      | ф  | Брати                        | Brothers                        | Макс Поттер           |
| 2016      | ф  |                              | Precious Cargo                  | Саймон                |
| 2016      | ф  |                              | Term Life                       |                       |
| 2017      | ф  | Атомна блондинка             | Atomic Blonde                   | поплічник Бремовича   |
| 2019      | ф  | План втечі 3                 | Escape Plan: The Extractors     | Сільва                |
| 2023      | ф  | Евакуація 2                  | Extraction 2                    | Констянтин            |
| 2024      | ф  | Гра кіллера                  | The Killer's Game               | Макс                  |

### Каскадер
| Рік  |   | Українська назва                  | Оригінальна назва            | Роль             |
| ---- | - | --------------------------------- | ---------------------------- | ---------------- |
| 1997 | в | Війна майбутнього                 | Future War                   | постановка боїв  |
| 2000 | ф | Чорноморський рейд                | Black Sea Raid               | постановка боїв  |
| 2014 | ф | Підлітки-мутанти черепашки-ніндзя | Teenage Mutant Ninja Turtles | каскадер         |
| 2014 | с | Легенди                           | Legends                      | каскадер         |
| 2015 | ф | Ватиканські записи                | The Vatican Tapes            | каскадер         |
| 2015 | ф | Брати                             | Brothers                     | каскадер         |
| 2016 | ф |                                   | Officer Downe                | координатор боїв |

### Режисер, сценарист, продюсер
| Рік  |    | Українська назва | Оригінальна назва | Роль                                    |
| ---- | -- | ---------------- | ----------------- | --------------------------------------- |
| 2007 | кф |                  | Fetch             | режисер, сценарист, виконавчий продюсер |
| 2011 | ф  | Білий слон       | Elephant White    | продюсер                                |